# Janusz Meissner
Janusz Meissner, literární pseudonym „poručík Herbert“ (* 21. ledna 1901, Varšava † 28. února 1978, Krakov), kapitán – pilot polského vojska, spisovatel a autor deníků.

## Životopis
Narodil se ve Varšavě v rodině řezbáře Jana Wiktora Meissnera, jeho bratrem byl kapitán Tadeusz Meissner. Od roku 1915 navštěvoval strojní a elektrotechnickou školu Wawelberga a Rotwanda ve Varšavě. Od července 1917 byl v POV, v listopadu 1918 vstoupil do polského vojska, nejprve sloužil jako letecký mechanik v 2. eskadře v Lublinu a v 7. eskadře ve Lvově.
Koncem roku 1919 ukončil pilotní kurz v nižší pilotní škole v Krakově a v březnu 1920 ve vyšší pilotní škole v Poznani. Od července 1920 se účastnil polsko-ruské války v nově zformované toruńské eskadře v hodnosti seržanta - pilota. Za bojový let ze dne 16. července 1920 byl vyznamenán válečným křížem. Po skončení války se účastnil přípravy třetího slezského povstání. Po roce 1921 byl nadále činný v polském letectvu (1924 absolvoval kurz pro důstojníky, 1926 poručík, 1932 kapitán) i jako sportovní letec.
Po vypuknutí druhé světové války se účastnil jediného bojového letu při obraně Polska v září 1939, poté byl 19. září 1939 evakuován do Rumunska (kde byl velitelem 300 polských letců, internovaných v Tulcey), odkud se dostal do Francie a po jejím pádu roku 1940 do Velké Británie. Zde byl redaktorem satirického časopisu Polski Spitfire, vyšlo však jen jediné číslo ve dvou exemplářích. Jeho kritika nezískala pochopení u představitelů polské exilové vlády, byl převelen do zálohy. Od 1. dubna 1941 byl korespondentem u letectva, účastnil se i bojových letů, 22. října 1942 uvolněn z vojenské služby, stal se ředitelem exilového Polského rádia - oddělení ministerstva informací. V lednu 1945 se stal šéfem oddělení propagandy, tisku a informací polských leteckých sil.
V roce 1946 se vrátil do Polska, usadil se v Zakopaném. Od roku 1956 žil v Krakově, kde i zemřel. Má dva syny - Andrzeje a Jerzyho.

## Dílo
Napsal řadu knih popularizujících tematiku letectva a námořnictva, částečně vycházejících i z vlastních zážitků a zkušeností. Celkem napsal 48 knih, z toho 33 s tematikou letectví. Ostatní byly s tematikou námořní, sportovní, vojenskou a z myslivosti. Nejznámější dílo je trilogie Pověst o korzárovi Janu Martenovi (v češtině pod názvem Korzár Jan Marten, dvě vydání) - díly se nazývají Černá vlajka, Červené kříže a Zelená brána. Podle jeho knížky Samson vyplouvá na moře (1953) vznikl film Poklad kapitána Martense (1957), režie Jerzy Passendorfer. Napsal také faktografické knihy o pilotovi Franciszkovi Žwirkovi a Ing. Stanislawovi Wigurovi.

### Česká vydání
- Peruť pomsty (Žadlo Genowefy, překlad Jan Jeník; V Brně, Novela, 1947)
- Korzár Marten (Díl 1–3, přeložil Bořivoj Křemenák; Naše vojsko, 1970 a 1989)
- Létající husaři (přeložila Helena Stachová; Naše vojsko, 1972)